# Baltský pohár v malém fotbale 2015
Baltský pohár v malém fotbale 2015 byl prvním ročníkem baltského turnaje, který se konal v litevském hlavním městě Vilnius, 5. září 2015. Účastnily se ho 3 týmy, které byly v jedné skupině a hrály systémem každý s každým. Turnaj vyhrálo Estonsko.

## Stadion
Turnaj se odehrál na jednom stadionu v jednom hostitelském městě: LFF Stadium (Vilnius).
| Vilnius                |
| ---------------------- |
| LFF Stadium            |
| Kapacita: 5067 Vilnius |

## Zápasy
| Tým      | Z | V | R | P | VG | IG | +/− | B |
| -------- | - | - | - | - | -- | -- | --- | - |
| Estonsko | 2 | 1 | 1 | 0 | 6  | 4  | +2  | 4 |
| Lotyšsko | 2 | 1 | 0 | 1 | 3  | 4  | −1  | 3 |
| Litva    | 2 | 0 | 1 | 1 | 4  | 5  | −1  | 1 |

| 5. září 2015 13:00     |       |                                                         |                      |
| Lotyšsko               | 1 : 3 | Estonsko                                                | LFF Stadium, Vilnius |
| Ainars Daudziešans 23' |       | Igor Brattšuk 5' Vadim Dolinin 7' Stepan Tšemoussov 21' | LFF Stadium, Vilnius |

| 5. září 2015 14:00 |       |                                           |                      |
| Litva              | 1 : 2 | Lotyšsko                                  | LFF Stadium, Vilnius |
| Artur Juchno 13'   |       | Ainars Daudziešans 14' Andrejs Sitiks 28' | LFF Stadium, Vilnius |

| 5. září 2015 15:00                              |       |                                          |                      |
| Litva                                           | 3 : 3 | Estonsko                                 | LFF Stadium, Vilnius |
| Justas Zagurskas 2' Darius Pupliauskas 23', 38' |       | Igor Brattšuk 17' Vadim Dolinin 30', 37' | LFF Stadium, Vilnius |